# Ciclone Ivan
O ciclone Ivan (designação do JTWC: 18S; ciclone tropical intenso Ivan, segundo o CMRE de Reunião) foi o nono sistema nomeado da temporada de ciclones no Oceano Índico sudoeste de 2007-08. Ivan também foi o sistema mais intenso a fazer landfall na temporada de 2007-08.
Ivan formou-se a nordeste de Madagascar, embora tenha seguido para sudoeste antes de mudar sua trajetória para oeste, e alcançou o pico de intensidade com ventos constantes por 1 minuto estimados em 230 km/h segundo o Joint Typhoon Warning Center, ou 185 km/h, segundo a Météo-France. Em 17 de Fevereiro, Ivan atingiu a costa nordeste de Madagascar, na Província de Toamasina. Em 28 de Fevereiro, pelo menos 83 pessoas morreram como conseqüência da passagem do ciclone.

## História meteorológica

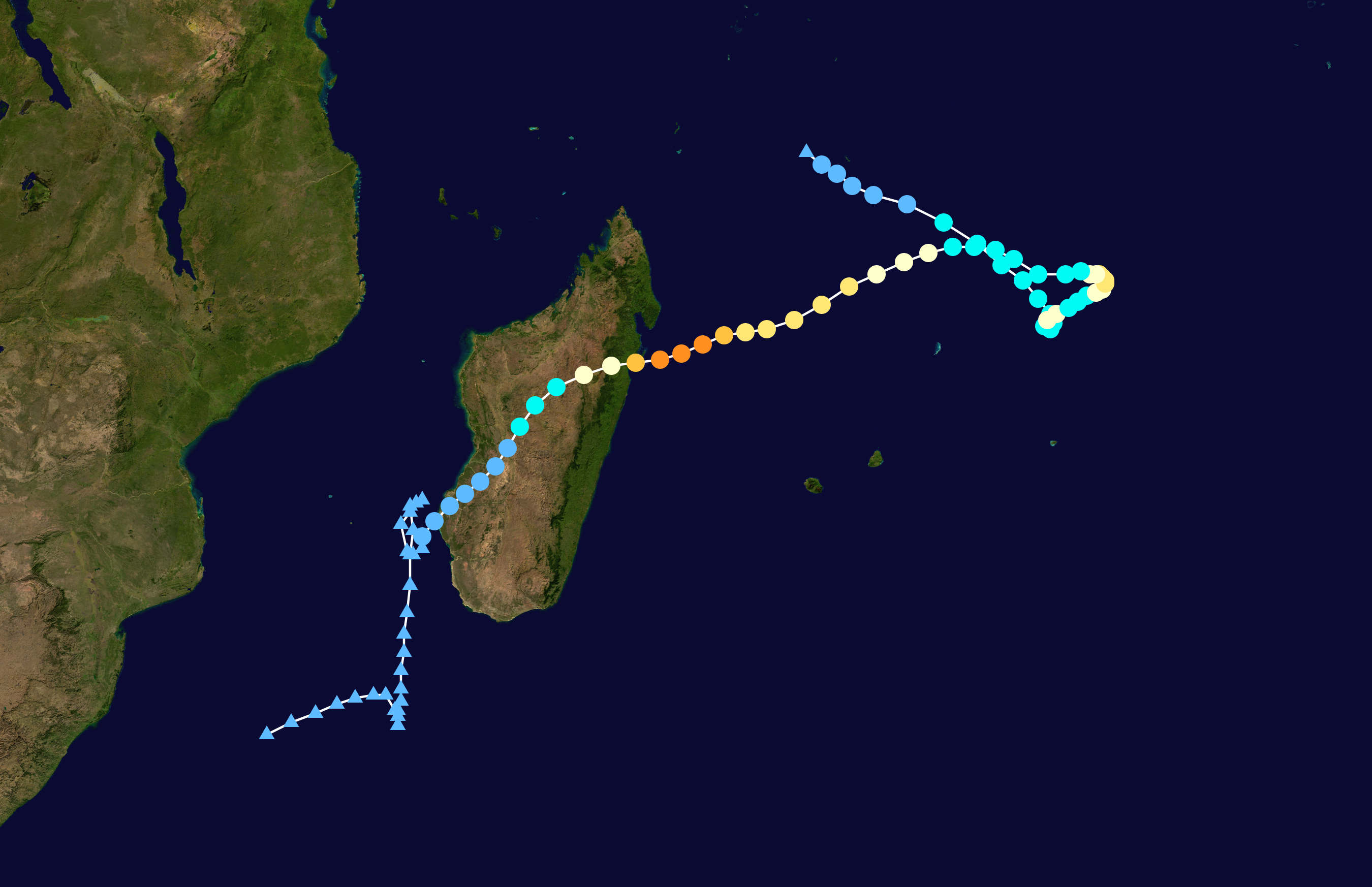
O caminho de Ivan

Em 3 de Fevereiro, uma área de distúrbios meteorológicos situado ao norte de Madagascar em associação à Zona de Convergência Intertropical começou a apresentar uma circulação ciclônica, sendo monitorado pelo JTWC. Não houve mudanças significativas quanto a intensidade no sistema, até que em 7 de Fevereiro, o sistema começou a apresentar sinais de intensificação. O JTWC emitiu um alerta de formação de ciclone tropical sobre o sistema em desenvolvendo na madrugada (UTC) daquele dia. Horas depois, o Centro Meteorológico Regional Especializado (CMRE) de Reunião, controlada pela Météo-France, classificou o sistema, designando-o como a depressão tropical 11-20072008. Três horas depois, o JTWC começou a emitir avisos regulares sobre o sistema, designado-o como o ciclone tropical 18S. A partir deste momento, em 7 de Fevereiro, o sistema começou a se intensificar continuamente. por volta de meio-dia do mesmo dia, o CMRE de Reunião classificou a depressão como a tempestade tropical moderada Ivan, o nono sistema nomeado da temporada de ciclones no Oceano Índico sudoeste de 2007-08. 6 Horas depois, o CMRE de Reunião classificou Ivan como uma tempestade tropical intensa. A partir deste momento, o desenvolvimento de Ivan tornou-se mais lento assim que seu deslocamento tornou-se quase estacionário. Por volta das 12:00 UTC de 11 de Fevereiro, o CMRE de Reunião classificou Ivan como um ciclone tropical.

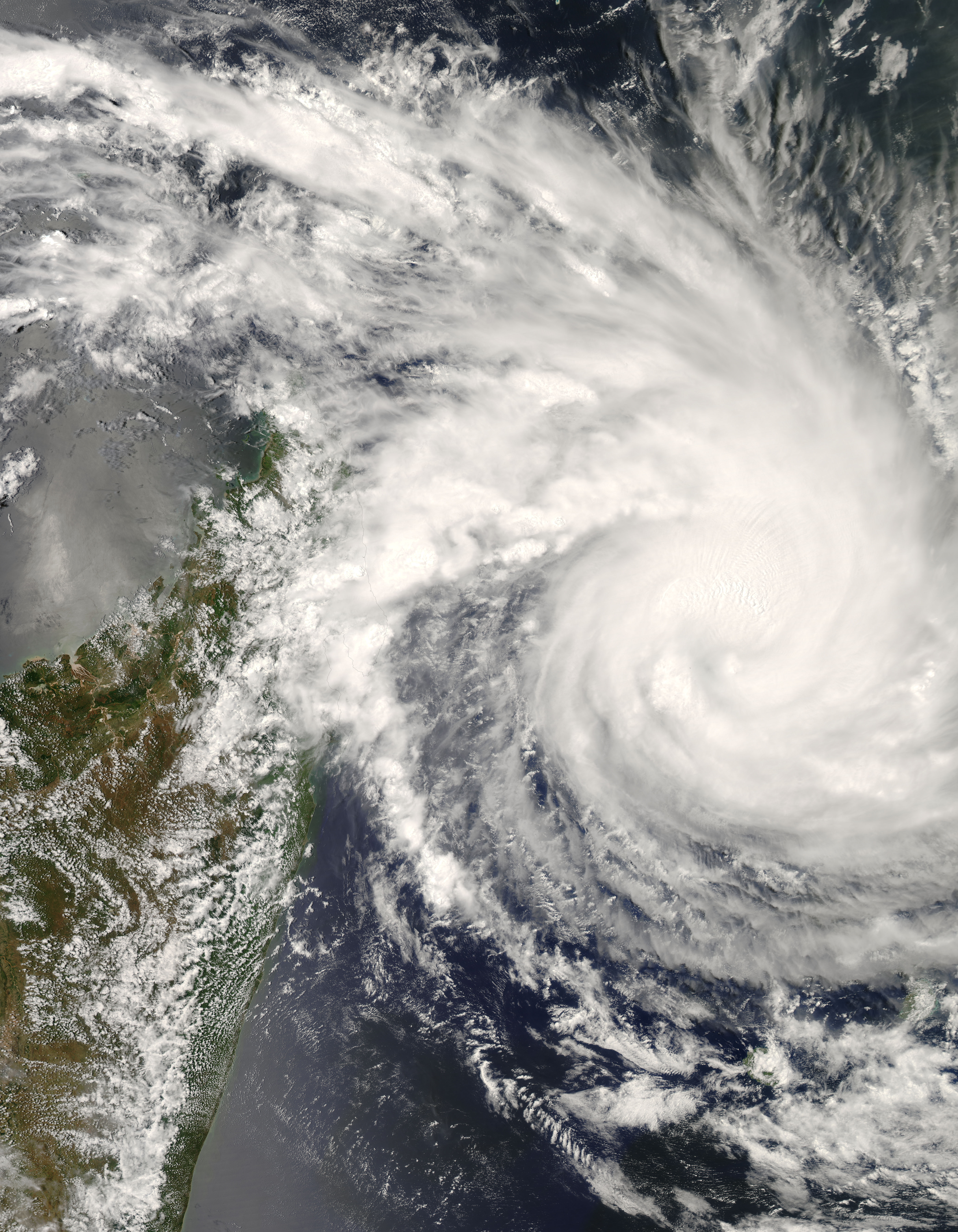
O ciclone rumando para Madagascar

No entanto, ventos de cisalhamento começaram a afetar o ciclone e Ivan começou a se enfraquecer sobre o Oceano Índico central. No começo da manhã de 12 de Fevereiro, Ivan enfraqueceu-se para uma tempestade tropical severa. Uma alta subtropical formou-se a sudoeste do ciclone e Ivan foi forçado a seguir para nordeste e depois para oeste, passando sobre águas mais frias. Estas águas estavam frias devido à propria passagem de Ivan. Estas águas frias combinada com o aumento na intensidade dos ventos de cisalhamento enfraqueceram Ivan para uma tempestade tropical moderada. Ivan continuou a seguir para oeste, seguindo pela periferia norte da alta subtropical e deixando a região de águas frias. Assim que encontrou águas mais quentes e condições atmosféricas mais favoráveis, Ivan intensificou-se numa tempestade tropical intensa novamente em 14 de Fevereiro. Ivan continuou a seguir para oeste e oeste-sudoeste encontrando melhores condições para seu desenvolvimento. Ivan tornou-se novamente um ciclone tropical. Um olho começou a se desenvolver, tornando-se bem definido em 16 de Fevereiro. Neste momento, a Météo-France classificou Ivan como um ciclone tropical intenso, o segundo da temporada. Pouco depois, Ivan alcançou o pico de intensidade, com ventos constantes em 1 minuto sustentado de 230 km/h, segundo o Joint Typhoon Warning Center (JTWC), ou 185 km/h em 10 minutos sustentados, segundo o CMRE de Reunião. O ciclone também atingiu uma pressão atmosférica central mínima de 930 mbar. Em 17 de Fevereiro, Ivan fez landfall em Madagascar, com ventos constantes de 195 km/h, na Província de Toamasina, mais precisamente em Fenoarivao. Após o landfall, Ivan começou a se enfraquecer rapidamente. A Météo-France declassificou Ivan como uma depressão tropical sobre terra no momento do landfall. em 18 de Fevereiro, o JTWC emitiu seu último aviso sobre o ciclone tropical 18S e no dia seguinte, o CMRE de Reunião também emitiu seu último aviso sobre o sistema. No entanto, a Météo-France recomeçou a emitir avisos regulares sobre a depressão em degeneração ex-Ivan, notando a regeneração do sistema no Canal de Moçambique. Logo depois, os avisos foram descontinuados, mas em 22 de Fevereiro, a Météo-France voltou a emitir avisos regulares sobre a zona perturbada ex-Ivan. No dia seguinte, a Météo-France novamente descontinuou os avisos sobre Ivan.

## Preparativos e impactos
O Serviço de Meteorologia de Madagascar disse aos habitantes da porção norte e nordeste do país a se prepararem para a chegada do ciclone. A destruição causada por Ivan em madagascar foi grande. Segundo o governo de Madagascar, Ivan foi um dos piores ciclones a atingir a ilha nos últimos anos. A ilha de Saint Marie, a 60 km da costa nordeste da ilha, cerca de 80 % das casas foram completamente destruídas. As regiões norte e nordeste de Madagascar foram praticamente isoladas do resto do país, principalmente devido às enchentes, que bloquearam estradas e levaram pontes. A ajuda para aquela região foi dificultada por estas estradas bloqueadas. Apenas aeronaves conseguiam chegar na região. O ciclone afetou 12 das 22 regiões de Madagascar.
O Escritório Nacional de Desastres Naturais de Madagascar começou a avaliar os danos causados por Ivan no país. Segundo a agência, além dos ventos fortes terem destruído muitas casas, as enchentes persistiram por vários dias. A infra-estrutura da região foi seriamente afetada; os serviços de eletricidade e água potável foram interrompidos. Cerca de 190.000 pessoas estão desabrigadas. 45.000 acres de plantações de arroz de Madagascar, que ficam na região, foram afetadas. Foram confirmadas 83 mortes e 177 pessoas ainda estão desaparecidas, sendo que nove destas estão consideradas mortas depois que um hotel desabou sobre elas; o socorro não chegou ao local devido às inundações.

## Após a tempestade
O governo de madagascar lançou um apelo para a comunidade internacional. 320.000 pessoas foram afetadas pelo ciclone. Como houve muita inundação, estas pessoas perderam sua agricultura de subsistência. Várias organizações mundiais, inclusive as Nações Unidas por meio da UNICEF chegaram à província de Toamasina para distribuir itens para sobrevivência, como cobertores, lonas e material para a construção de abrigos de emergência. O Programa Mundial de Alimentos das Nações Unidas também ajudou no socorro às pessoas afetas. A agência humanitária distribuiu alimentos energéticos, como biscoitos para as pessoas afetadas. Outras organizações enviaram alimentos, como biscoitos energéticos, para as áreas acessíveis. A avaliação de dados foi dificultada pelas extensas inundações; muitas áreas estavam completamente isoladas, até mesmo helicópteros não podiam pousar em segurança devido às enchentes.